# Front de la Jeunesse
Front de la Jeunesse was een Belgische extreemrechtse, illegale privémilitie, opgericht in 1973 door en opgeheven in 1983.

## Geschiedenis

### Jaren 70
De vereniging werd opgericht door enkele rechtse studenten, die ook lid waren van de NEM-clubs. Hun frontman was Francis Dossogne. De militie breidde zich naarmate het verloop van de jaren '70 uit.

### Jaren 80
In december 1980 wordt een Algerijnse man vermoord door een lid van de militie.
In maart 1981 zouden een paar leden van Front de la Jeunesse samen met de rechtse Paul Latinus de Westland New Post opgericht hebben, een pseudomilitaire organisatie.
In 1981 juli komen ze in het nieuws met de brand die ze aangestoken hebben in de redactie van het weekblad Pour.
In 1983 wordt Front de la Jeunesse opgeheven. Velen die lid waren werden veroordeeld wegens lidmaatschap bij de verboden militie.

### Bende van Nijvel
Front de la Jeunesse werd meerdere keren verdacht van het leveren van deelnemers voor de overvallen van de Bende van Nijvel. Ze werden er ook van verdacht achter de overvallen te zitten.